# Matakohe
Matakohe est une localité de la région du Northland, situé dans l’Île du Nord de la Nouvelle-Zélande.

## Géographie
La rivière Matakohe est un cours d’eau  très court, qui circule en direction du nord vers le fleuve Arapaoa, qui forme une partie du mouillage de Kaipara Harbour (en). 
La route State Highway 12/S H 12 (en) passe à travers le village de Matakohe. 
La ville de Ruawai est 16 km vers l’ouest, et celle de Paparoa est à 6 km au nord-est. 
La péninsule de Hukatere s’étend vers le sud dans le mouillage de Kaipara ,.

## Installations
Le musée du Kauri (en) situé à Matakohe présente les éléments de l’héritage de l’industrie de bois de kauri dans le secteur.

## Population
La population actuelle de la ville est d’approximativement 400 habitants.

## Histoire

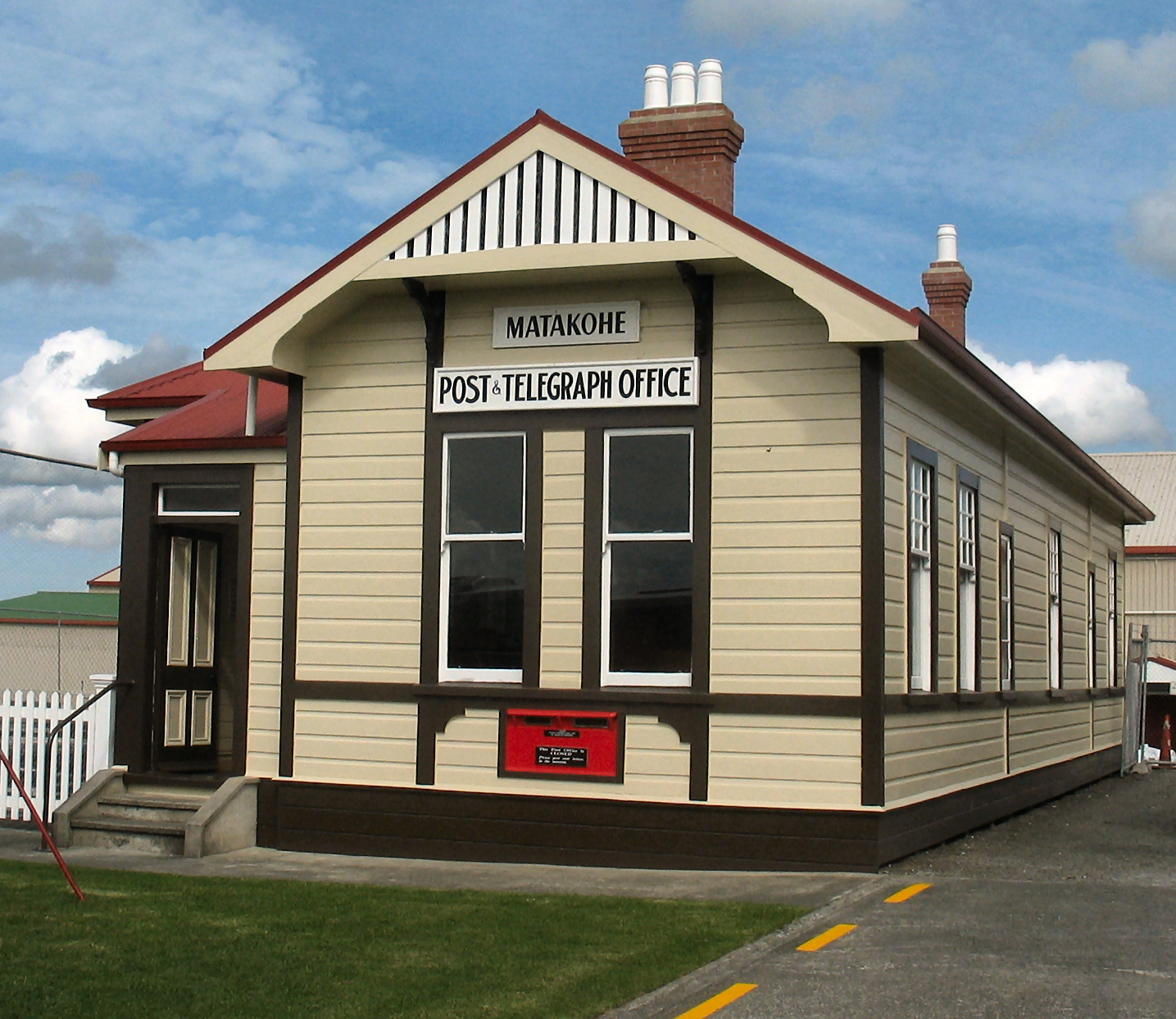
Le bureau de poste et télégraphe est maintenant un musée

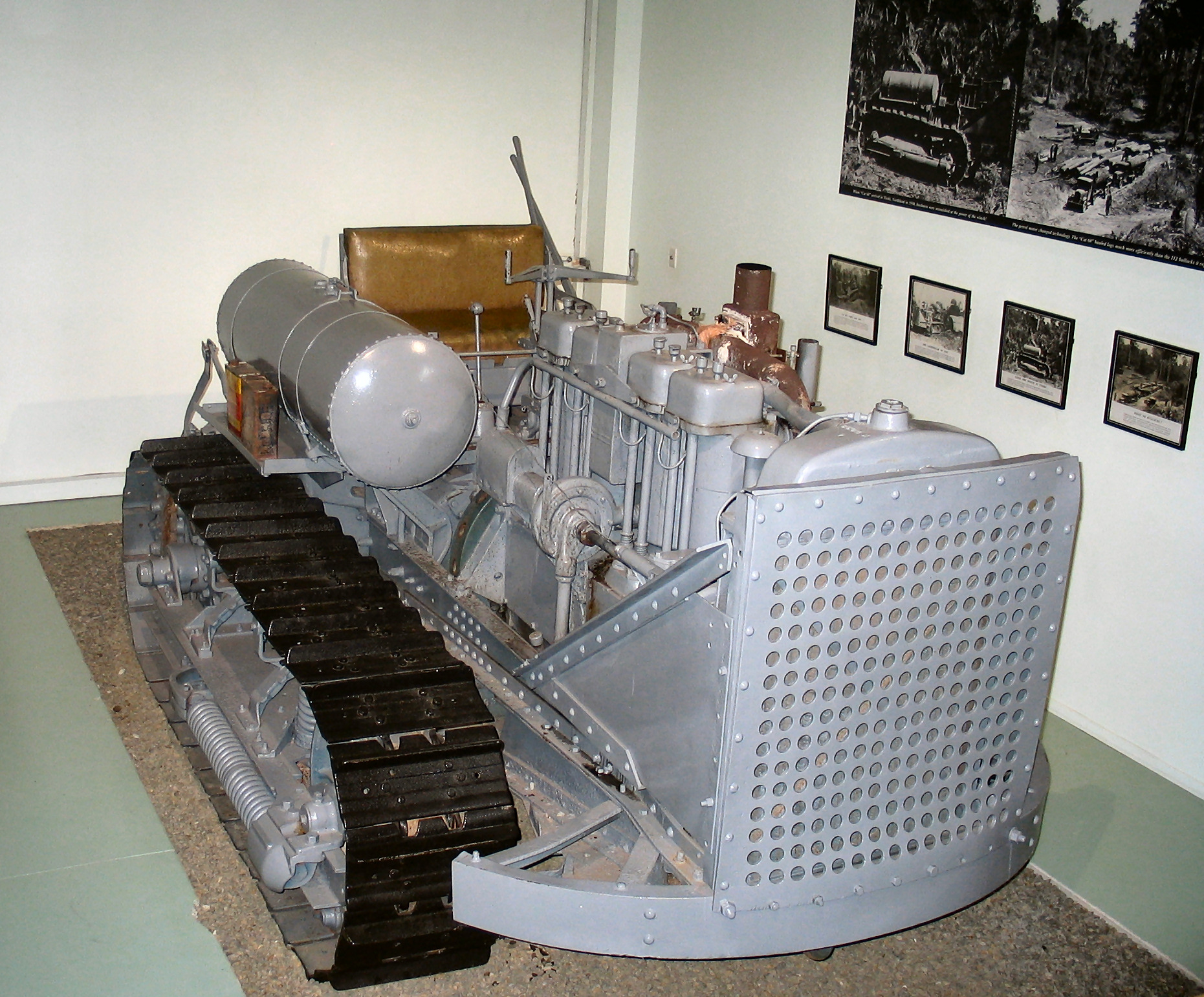
Cette machine d’une puissance de 60 chevaux de 1929 est l’une des 5 machines, qui furent importées en Nouvelle-Zélande en 1930 pour tirer les troncs. Elle remplaça 8 équipes de bœufs soit 112 animaux. Elle est présentement dans le «‘Kauri Museum’» à Matakohe

Le bloc de Matakohe fut d’abord colonisé par des Pakeha en 1863, quand les membres du groupe religieux d’Albertland arrivèrent en Nouvelle-Zélande. 
Le pays fut initialement systématiquement brûlé pour permettre la plantation des céréales et de prairies.
Un service de ferry hebdomadaire (initialement mensuel) amenait le courrier et une route fut construite en direction de Paparoa. 
En 1881, le plus long quai du mouillage de Kaipara, de 1 450 pieds (441,96 m) de long fut construit à Matakohe pour accueillir les vapeurs. 
Le Minnie Casey desservit Matakohe en 1880, et le S.S. Ethel, puis le S.S. Tangihua en 1890.
L’industrie de la gomme de kauri (en) commença à Matakohe en 1867- 1870, probablement la première place dans le district de Kaipara où l’industrie fut développée parmi les colons. 
Un moulin à flax (en) fut construit en 1870, mais il ne fut pas rentable et fut rapidement converti en scierie pour les troncs d’arbres. 
Il fut remplacé par une scierie plus grande pour le bois d’œuvre en 1880. 
Le moulin fut détruit par le feu en 1906.
Matakohe organisait un jour de course chaque mois de février, au cours de laquelle venaient des participants d’aussi loin que des localités de Kaiwaka et Waipu.
En 1890, la population de Matakohe augmenta passant de 93 à 231 habitants, et la ville fut décrite comme «la principale place du Comté d'Otamatea».
En 1902, la ville avait deux maisons d’embarquement, une bibliothèque, des magasins et un entrepôt de biens ainsi que l’ancienne église et une école.
La population atteint les 264 habitants en 1906, mais déclina à 141 résidents en 1921.
L’attention se concentra sur l’élevage laitier au début du 20e siècle.
La culture des pommes fut aussi un succès au début mais cessa vers 1935 du fait de la Grande dépression et de la faiblesse de l'entretien des vergers.
La route s’améliora vers 1920 et les 53 milles (85,295232 km) de route du secteur furent recouverts en utilisant les fournitures abondantes de calcaire local. 
La route de Dargaville fut améliorée par l’ouverture de la route en direction de Ruawai en 1927, remplaçant la route intérieure.

## Éducation
Il y avait une école à Matakohe établie en 1870. 
Elle utilisait une pièce d’entrée de l’église, puis se déplaça dans l’église elle-même alors que le bâtiment de l’école était en construction ,.
L’école de Matakohe est une école mixte assurant tout le primaire des années 1 à 8 avec un taux de décile de 5 et un effectif de 84 élèves. 
L’école a célébré son 125 e anniversaire en  2003. 
Quand elle fut fondée, l’école partageait une demi-journée avec l’école d’Omaru. 
Après des années, elle fut fusionnée avec les écoles d’Ararua, Hukatere, Oparakau et Parahi.

## Personnalités notables
- Gordon Coates, Premier Ministre de 1925 à 1928, né dans la péninsule d’Hukatere au niveau de la localité de Ruatuna, et qui a suivi les cours de l’école de Matakohe[20].